# Формула Карди
Формула Карди — формула для предельной вероятности пробоя в двумерной задаче перколяции. Предсказанная в начале 1990-х годов Джоном Карди на основании рассуждений конформной теории поля, она утверждает, что предельная вероятность пробоя между дугами {\displaystyle [a,b]} и {\displaystyle [c,d]} границы односвязной области {\displaystyle \Omega } в задаче критической перколяции равна
{\displaystyle \Pi (\Omega ;[a,b],[c,d])={\frac {\Gamma (2/3)}{\Gamma (1/3)\Gamma (4/3)}}\eta ^{1/3}{}_{2}F_{1}\left({\frac {1}{3}},{\frac {2}{3}};{\frac {4}{3}},\eta \right)=1-{\frac {\Gamma (2/3)}{\Gamma (1/3)\Gamma (4/3)}}(1-\eta )^{1/3}{}_{2}F_{1}\left({\frac {1}{3}},{\frac {2}{3}};{\frac {4}{3}},1-\eta \right),}
где {\displaystyle {}_{2}F_{1}} — гипергеометрическая функция, а {\displaystyle \eta } — двойное отношение
{\displaystyle \eta ={\frac {x_{4}-x_{3}}{x_{3}-x_{1}}}:{\frac {x_{4}-x_{2}}{x_{2}-x_{1}}}}
четырёх образов {\displaystyle (x_{1},x_{2},x_{3},x_{4})} точек {\displaystyle a,b,c,d} при конформном отображении области {\displaystyle \Omega } в верхнюю полуплоскость. 

Формула Карди в переформулировке Карлесона:.

Эта формула была переформулирована Леннартом Карлесоном в следующем виде: если отображение, конформно переводящее область {\displaystyle \Omega } в правильный треугольник со стороной 1, а точки {\displaystyle a}, {\displaystyle b} и {\displaystyle c} в вершины этого треугольника, переводит точку {\displaystyle d} в находящуюся на расстоянии {\displaystyle x} от вершины-образа точки {\displaystyle c}, то искомая вероятность равна {\displaystyle x}.
Для случая треугольной решётки эта формула была строго доказана в начале 2000-х годов Станиславом Смирновым с использованием техники дискретно-гармонических функций.

## Формула

### Исторические предпосылки
Вопрос о вероятности пробоя, для конкретной (трёхмерной) модели (упакованные в ящике заданного размера чёрные и белые шары) задавался ещё в 1894 году, в журнале American Mathematical Monthly. Де Вольсон Вуд предложил следующую задачу:
An equal number of white and black balls of equal size are thrown into a rectangular box, what is the probability that there will be contiguous contact of white balls from one end of the box to the opposite end ? As a special example, suppose there are 30 balls in the length of the box, 10 in the width and 5 (or 10) layers deep
Стоит отметить, что опубликованное в этом номере решение П. Х. Филбрика было приближённым (в нём предполагалось, что наиболее вероятно существование пробоя по прямой); там же, редакторы предлагали опубликовать точное решение, если кто-нибудь его найдёт. Как мы теперь знаем, сделанное в приближённом решении предположение было далеко от истины.
В 1957 году Бродбент и Хаммерсли заложили основы математической теории перколяции в своей работе, исходной точкой для которой послужило исследование просачивания газов сквозь угольный фильтр противогаза.
В начале 1990-х появляется работа Ленглендса и др., в которой исследуются различные вероятности пробоя в прямоугольной области для шести различных моделей, и обнаруживается, что (в пределах точности численных экспериментов) эти функции для различных моделей совпадают. Кроме того, Айзенман высказывает гипотезу о конформной инвариантности вероятности пробоя. 
Почти сразу после этого, Карди предлагает свою формулу для вероятности пробоя.

### Постановка задачи
Формулой Карди задаётся ответ в задаче о пробое. А именно, рассматривается односвязная область {\displaystyle \Omega } на плоскости, с четырьмя отмеченными точками {\displaystyle a,b,c,d} на границе. При каждом {\displaystyle \delta >0}, эта область аппроксимируется решёткой с шагом (или масштабом) {\displaystyle \delta } — в зависимости от задачи, квадратной, треугольной, или более сложной; так получается граф {\displaystyle \Omega ^{\delta }} с отмеченными точками {\displaystyle a^{\delta },b^{\delta },c^{\delta },d^{\delta }}.
Для каждого {\displaystyle \delta >0}, находится вероятность пробоя в этом графе. А именно, вершины графа независимо, каждая с вероятностью 1/2, объявляются «открытыми» или «закрытыми», и искомая вероятность {\displaystyle \Pi _{\delta }} это вероятность наличия пути от дуги {\displaystyle [a^{\delta },b^{\delta }]} к дуге {\displaystyle [c^{\delta },d^{\delta }]}, идущего только по открытым вершинам.
Наконец, искомая вероятность пробоя определяется как предел «дискретизованных» вероятностей {\displaystyle \Pi _{\delta }} при {\displaystyle \delta }, стремящемся к нулю:
{\displaystyle \Pi (\Omega ,[a,b],[c,d]):=\lim _{\delta \to 0}\Pi _{\delta }.}

### Ответ Карди
Предложенный Карди (с использованием конформной теории поля) ответ для вероятности пробоя был следующим:
- Вероятность пробоя конформно-инвариантна, то есть если между областями {\displaystyle \Omega } и {\displaystyle \Omega '} есть конформное отображение {\displaystyle \varphi }, переводящее точки {\displaystyle a,b,c,d} на границе {\displaystyle \Omega } в точки {\displaystyle a',b',c',d'} на границе {\displaystyle \Omega '}, то

{\displaystyle \Pi (\Omega ;[a,b],[c,d])=\Pi (\Omega ';[a',b'],[c',d']).}
Тем самым, достаточно задавать вероятность пробоя лишь для какой-нибудь одной односвязной области, причём три из четырёх точек {\displaystyle a,b,c,d} могут быть зафиксированы.
- В верхней полуплоскости {\displaystyle \mathbb {C} _{+}=\{Im\,z>0\}} для точек {\displaystyle 0,1-u,1,\infty } вероятность пробоя выражается через гипергеометрическую функцию {\displaystyle {}_{2}F_{1}} как[2]

{\displaystyle \Pi (\mathbb {C} _{+};[1-u,1],[\infty ,0])={\frac {\Gamma (2/3)}{\Gamma (1/3)\Gamma (4/3)}}u^{1/3}{}_{2}F_{1}\left({\frac {1}{3}},{\frac {2}{3}};{\frac {4}{3}},u\right).}
Это представление может быть переписано как интеграл
{\displaystyle \Pi (\mathbb {C} _{+};[1-u,1],[\infty ,0])={\frac {1}{\int _{0}^{1}(v(1-v))^{-2/3}dv}}\int _{0}^{u}(v(1-v))^{-2/3}dv.}

### Переформулировка Карлесона
Вскоре после появления формулы Карди, Леннарт Карлесон заметил, что интеграл, стоящий в правой части интегрального представления, задаёт (как функция на верхней полуплоскости) конформное отображение верхней полуплоскости на правильный треугольник. Поэтому, формулу Карди можно упростить, рассмотрев в качестве области правильный треугольник, у которого три из четырёх отмеченных точек находятся в вершинах. В этом случае, вероятность пробоя оказывается равна просто отношению того из отрезков {\displaystyle [a,b],[c,d]}, который не является стороной треугольника, к стороне треугольника.

## Доказательство для случая треугольной решётки
Формула Карди для случая треугольной решётки была доказана Смирновым с использованием техники дискретного комплексного анализа. Одним из шагов его доказательства явилось продолжение вероятности пробоя до функции на внутренности области. А именно, для дискретизованной области {\displaystyle \Omega _{\delta }} с тремя отмеченными точками {\displaystyle A_{\delta },B_{\delta },C_{\delta }} на границе, рассматривается функция {\displaystyle h_{C,\delta }(z)} на этой области, задающая вероятность наличия открытого пути от дуги  {\displaystyle A_{\delta }C_{\delta }} до дуги {\displaystyle B_{\delta }C_{\delta }} границы, отделяющего от дуги {\displaystyle A_{\delta }B_{\delta }} точку {\displaystyle z}. Вероятность пробоя {\displaystyle \Pi _{\delta }(\Omega _{\delta };[A_{\delta }B_{\delta }],[C_{\delta }D_{\delta }])} задаётся значением этой функции в граничной точке {\displaystyle D_{\delta }}.
Оказывается, что как для суммы трёх таких функций, 
{\displaystyle h_{\delta }=h_{A,\delta }(z)+h_{B,\delta }(z)+h_{C,\delta }(z),}
так и для их линейной комбинации
{\displaystyle s_{\delta }=h_{A,\delta }(z)+\tau h_{B,\delta }(z)+\tau h_{C,\delta }(z),\quad \tau =e^{2\pi i/3},}
дискретно-антиголоморфный дифференциал {\displaystyle {\bar {\partial }}} оказывается малым (и стремящимся к нулю с уменьшением шага {\displaystyle \delta }). Отсюда следует голоморфность предельных функций {\displaystyle h=\lim _{\delta \to 0}h_{\delta }} и {\displaystyle s=\lim _{\delta \to 0}s_{\delta }}. Наконец, функция {\displaystyle h} голоморфна и принимает только вещественные значения; тем самым, она оказывается постоянной и, в силу граничных значений, тождественно равной единице.
Анализ функции s показывает, что она конформно отображает область {\displaystyle \Omega } в правильный треугольник, переводя точки A, B и C в точки {\displaystyle 0,1,e^{\pi i/3}}; формула Карди после этого восстанавливается, исходя из исследования поведения функций на границе.